# Хари Потер и Полукрвни Принц (филм)
Хари Потер и Полукрвни Принц (енгл. Harry Potter and the Half-Blood Prince) је фантастични филм из 2009. године, снимљен по истоименој књизи Џоан Кетлин Роулинг. Шести је филм у серијалу и режирао га је Дејвид Јејтс. Сценарио је написао Стив Клоувс, а продуценти су били Дејвид Хејман и Дејвид Барон. Прича прати Хари Потерову шесту годину на Хогвортсу, док он проналази мистериозну књигу, заљубљује се и покушава да пронађе сећање које садржи кључ Волдеморовог пада.
У главној улози је Данијел Радклиф као Хари Потер, док Руперт Гринт и Ема Вотсон репризирају своје улоге као Рон Визли и Хермиона Грејнџер. Овај филм је наставак филма Хари Потер и Ред Феникса, а прати га Хари Потер и реликвије Смрти: Први део. Снимање је почело 24. септембра 2007, док је филм пуштен у светску дистрибуцију 15. јула 2009. године, један дан уочи четврте годишњице објављивања истоименог романа. Са буџетом од 250 милиона долара, најскупљи је Хари Потер филм, а био је трећи најскупљи филм икада у време изласка. Филм је истовремено реализован и у традиционалним и у ИМАКС 3Д биоскопима свуда осим у Северној Америци, где су ИМАКС приказивања одложена за две недеље.
Филм је премијерно приказан у Лондону 7. јула 2009, а почео је са приказивањем широм света од 15. јула исте године. Остварио велики комерцијални успех, оборивши рекорд за најуспешнији премијерни дан приказивања. За пет дана приказивања, филм је зарадио 394 милиона долара, оборивши рекорд за најуспешнијих првих пет дана приказивања. Са укупном зарадом од 934 милиона долара, постао је осми најуспешнији филм у то време и други најуспешнији филм из 2009. године (иза Аватара). Пети је најуспешнији филм у серијалу.
Филм је примио позитивне критике, а посебно је хваљена режија, глума, кинематографија, музика и „емотивно задовољавајућа” прича. Филм је био номинован за Оскара у категорији за најбољу фотографију, као и награду БАФТА у категоријама за најбоље визуелне ефекте и најбољи дизајн продукције. Николас Хупер, композитор музике за филм, номинован је за награду Греми.

## Радња
Лорд Волдемор је појачао свој стисак и на чаробњачки и на нормалски свет, киднапујући Герика Оливандера из Дијагон Алеје и уништавајући Миленијумски мост. Породица Мелфој је осрамоћена када је Луцијус ухапшен и послат у Аскабан, због своје укључености у деловања Смртождера. Волдемор тада бира Драка Мелфоја за обављање тајне мисије на Хогвортсу. Дракова мајка Нарциса и тетка Белатрикс Лестрејнџ траже помоћ од Северуса Снејпа, који тврди да је цело време био кртица у Реду феникса. Снејп са Нарцисом склапа Нераскидиви завет како би заштитио Драка и испунио задатак ако овај не успе.
Хари Потер, који сада има 16 година, прати Албуса Дамблдора до села Паланачко Пупољче како би посетио бившег професора напитака, Хорација Пужорога. Пужорог, који се скривао, пристаје на молбу Дамблдора да се врати предавању на Хогвортсу. Дамблдор потом одводи Харија до Јазбине, где се Хари поновно састаје са својим најбољим пријатељима, Роном Визлијем и Хермионом Грејнџер. Њих троје посећују нову продавницу шала, Фреда и Џорџа Визлија у Дијагон Алеји и виде Драка како улази у Ноктурн Алеју са групом Смртождера, укључујући Фенрира Сурог. Хари верује да је и Драко сам постао Смртождер, али Рон и Хермиона су скептични. На Хогвортс експресу, Хари се скрива у вагону Слитерина користећи свој Невидљиви огртач, али га Мелфој уочава и окамењује. Харија проналази и спашава Луна Лавгуд.
На Хогвортсу, Хари и Рон позајмљују уџбенике за часове напитака код Пужорога, а Харију западне примерак за који се испоставља да је препун корисних белешки и чаролија које је оставио „Полукрвни Принц”. Хари користи књигу како би се истакао на часовима и импресионирао Пужорога, тако освајајући напитак Феликс фелицис. Рон постаје чувар Грифиндорског Квидич тима и започиње романтичну везу са Лавандер Браун, што узнемире Хермиону. Док Хари теши Хермиону, признаје да сада гаји осећања према Роновој млађој сестри, Џини Визли.
Хари проводи божићне празнике са Визлијима. На Бадње вече, Хари расправља о својим сумњама о Драку са Редом феникса, али они одбацују његове сумње. Артур Визли касније говори Харију да су Мелфојеви можда заинтересовани за нестајући кабинет. Одједном Белатрикс и Сури нападају Јазбину и повлаче Харија у битку. Хари спашава Џини пре доласка Реда и бори се против Смртождера. На Хогвортсу, Дамблдор открива Харију да Пужорог поседује сећање на Волдемора, коју Дамблдору очајнички треба. Он тражи од Харија да се суочи са Пужорогом и извуче праву успомену, након што му је, у Ситу за мисли, показао измењену верзију у којој се чинило као да Пужорог ништа не зна. У почетку Хари није у стању да увери Пужорога.
Након што Рон случајно прогута љубавни напитак намењен Харију, Хари га излечи уз Пужорогову помоћ. Њих тројица прослављају медовином коју је Пужорог намеравао да поклони Дамблдору. Медовина се испоставља као отровна, а Хари је присиљен да спаси Рону живот док Пужорог оклева. Рон промрмља Хермионино име док се опоравља у амбуланти, због чега Лавандер прекида њихову везу. Хари одлучује да се суочи са Драком због отроване медовине и проклете огрлице за које верује да је Драко одговоран. За време њиховог двобоја, Хари користи клетву из књиге напитака Полукрвног Принца, тешко повређујући Мелфоја, али Снејп га проналази и спашава. У страху да би књига могла бити испуњена са још више Мрачне магије, Џини и Хари је сакривају у соби по потреби и деле свој први пољубац.
Хари одлучује да искористити свој напитак Феликс фелицис како би уверио Пужорога да се одрекне сећања које Дамблдору треба. Након што Пужорог преда сећање, Хари га прегледава са Дамблдором и сазнаје да је Волдемор желео информације за стварање Хоркрукса, чаробних предмета који могу да садрже делове душе чаробњака и учине их бесмртним. Дамблдор закључује да је Волдемор своју душу успешно поделио на седам комада створивши шест Хоркрукса, од којих су два већ уништена: Дневник Тома Ридла и прстен Марвола Гаунта. Њих двојица путују у пећину на обали мора у којој Хари помаже Дамблдору да пије напитак који скрива још један Хоркрукс, медаљон Салазара Слитерина.
Ослабљени Дамблдор их брани од Инферија и пребацију се назад на Хогвортс. Белатрикс, Сури и остали Смртождери улазе на Хогвортс уз Дракову помоћ кроз нестајући кабинет у соби по потреби, коју је Драко успео да повеже са оном на којој је радио у Ноктурн Алеји. Дамблдор упућује Харија да разговара са Снејпом и ни са ким другим. Драко стиже до Астрономског торња и разоружава Дамблдора, откривајући да га је Волдемор одабрао за убиство директора, док се Хари скрива. Снејп стиже и баца смртоносну клетву на Дамблдора, пошто Драко није био у стању то да уради, убијајући директора. Он касније надвладава бесног Харија и открива да је он „Полукрвни Принц” пре него што побегне са осталим Смртождерима.
Хари се враћа на Хогвортс, где ученици и особље тугују због Дамблдорове смрти. Он касније открива Рону и Хермиони да је медаљон био лажан. Медаљон садржи поруку потписану са „Р.А.Б.” у којој се наводи да је украо прави Хоркрукс са намером да га уништи. Њих троје одлучују да одустану од своје последње године на Хогвортсу и одлучују да заједно пронађу преостале Хоркруксе.

## Улоге
| Глумац              | Улога               |
| ------------------- | ------------------- |
| Данијел Редклиф     | Хари Потер          |
| Руперт Гринт        | Рон Визли           |
| Ема Вотсон          | Хермиона Грејнџер   |
| Мајкл Гамбон        | Албус Дамблдор      |
| Бони Рајт           | Џини Визли          |
| Алан Рикман         | Северус Снејп       |
| Џим Бродбент        | Хорације Пужорог    |
| Хелена Бонам Картер | Белатрикс Лестрејнџ |
| Том Фелтон          | Драко Мелфој        |
| Метју Луис          | Невил Лонгботом     |
| Роби Колтрејн       | Рубеус Хагрид       |
| Меги Смит           | Минерва Макгонагал  |
| Ворвик Дејвис       | Филијус Флитвик     |
| Дејвид Тјулис       | Ремус Лупин         |
| Наталија Тена       | Нимфадора Тонкс     |
| Џули Волтерс        | госпођа Визли       |
| Марк Вилијамс       | господин Визли      |
| Џејмс Фелпс         | Фред Визли          |
| Оливер Фелпс        | Џорџ Визли          |
| Дејвид Бредли       | Аргус Филч          |
| Тимоти Спол         | Питер Петигру       |

## Занимљивости
На почетку филма смртождери уништавају Миленијумски мост у Лондону, иако су догађаји из књиге смештени 1995−1996, а мост је саграђен тек 2000. У књизи није прецизно наведено име моста.